# Округ Џексон (Охајо)
Округ Џексон (енгл. Jackson County) је округ у америчкој савезној држави Охајо.

## Демографија
По попису из 2010. године број становника је 33.225, што је 584 (1,8%) становника више него 2000. године.
| Група             | 2000.          | 2010.          |
| Белци             | 31.832 (97,5%) | 32.096 (96,6%) |
| Афроамериканци    | 193 (0,6%)     | 193 (0,6%)     |
| Азијати           | 56 (0,2%)      | 109 (0,3%)     |
| Хиспаноамериканци | 197 (0,6%)     | 265 (0,8%)     |
| Укупно            | 32.641         | 33.225         |